# Padre Miguel
Padre Miguel és un barri de la Zona Oest del municipi de Rio de Janeiro.
El seu Índex de Desenvolupament Social (IDS), l'any 2000, era de 0,542, el 119 entre 158 barris analitzats en la ciutat de Rio.

## Geografia
Es localitza entre els barris de Bangu i Realengo. Allà estan situades les escoles de samba Mocidade Independent i Unidos de Padre Miguel.
Els caps de setmana, l'altra atracció és el Ponto Chic, reducte bohemi del barri. A Padre Miguel també es localitzen les Facultats Integrades Simonsen (FIS).

### Sub-barris i localitats notables
- Moça Bonita - Seria el centre de Padre Miguel, l'àrea pròxima a l'antiga estació.
- Guilherme de la Silveira, Entorn de l'estació, pròxima al Ponte Chic.
- Ponto Chic - Allà es localitzen bars i botigues del comerç en general.
- Vila Vintém - Comunitat situada als marges de la línia de tren, que es perllonga des de la divisió amb el barri de Bangu fins al barri de Realengo.
- Vila Jurema - Comunitat localitzada al marges de l'Avinguda Brasil. Allà es troba l'illa de la Mocidade Independente de Padre Miguel.
- Cancela Preta - Localitat situada en l'inici de la Carretera de la Cancela Preta.
- Iapi de Padre Miguel - També conegut com a "Caixa D'Água", és un conjunt d'edificis populars situat al llarg del Carrer Guaiacá.
- Residencial Cardenal Dom Jaime Càmera (part)
- Parque Leopoldina (part)
- Jardí Áurea - Popularment conegut com Murundu des d'abans de la formació de Padre Miguel i de la construcció de la llavors Estació Moça Bonita. Allà se situen el Cementiri del Murundu i la comunitat coneguda com 77 .

## Història
La regió era part de Bangu quan monsenyor Miguel de Santa Maria Mochon (1879-1947) va arribar allà amb 19 anys (al voltant de 1898), desenvolupant a partir de llavors diversos treballs socials, entre els quals la reforma de l'Església Nossa Senyora da Conceição i la creació de la primera Escola Regular de la Regió, estenent els seus viatges de catequització als enginys de N. Sra. da Conceição da Pavuna e do Botafogo, per l'anomenat "Caminho dol Padre".
Abans encara de la formació del que seria actualment el barri Padre Miguel, en el seu territori es va formar la comunitat Vila Vintém, que va créixer molt després de la construcció de l'estació ferroviària de Moça Bonita, el 1939. La construcció d'aquesta estació va passar a donar identitat al lloc, i va sorgir, amb el temps, la idea d'un nou barri. A Moça Bonita va ser construït l'Estadi Proletário Guilherme da Silveira, del Bangu Atlético Clube, que va passar a ser popularment conegut, fins als dies d'avui, per Moça Bonita, a causa de l'estació.
El 1947, el Pare Miguel va morir, sent enterrat en l'Església Nossa Senhora da Conceição. L'any següent, va ser inaugurada l'Estació Guilherme da Silveira, més pròxima al camp de Bangu. En la dècada de 1950, l'Estació Moça Bonita va ser reanomeada Padre Miguel, cosa que va passar a alterar també el nom del barri.
El 1955, i 1957, amb la fundació de les escoles de samba Mocidade i Unidos de Padre Miguel, va ser consagrat el nou nom .
La primera delimitació oficial dels barris de Rio només va venir amb el Decret Num. 5.280 de 23 d'agost de 1985, que va oficialitzar i delimitar Padre Miguel.